# 대한민국 해양수산부 장관
해양수산부 장관(海洋水産部 長官)은 해양수산부를 대표하는 직위다. 국무위원으로 보한다.

## 임명
- 국무위원 중에서 국무총리의 제청으로 대통령이 임명하며, 국무총리는 해임을 건의할 수 있다.
- 국회는 임명에 대한 인사청문회를 실시한다.

## 역할
- (정부조직법 제7조제1항) 각 행정기관의 장은 소관사무를 통할하고 소속공무원을 지휘·감독한다.
- (정부조직법 제43조제1항) 해양수산부장관은 해양정책, 수산, 어촌개발 및 수산물 유통, 해운·항만, 해양환경, 해양조사, 해양자원개발, 해양과학기술연구·개발 및 해양안전심판에 관한 사무를 관장한다.

## 역대 장관

### 해무청장
| 정부       | 대수 | 이름           | 임기                              | 비고           |
| ---------- | ---- | -------------- | --------------------------------- | -------------- |
| 제1 공화국 | 초대 | 민복기(閔復基) | 1955년 2월 21일~1955년 9월 30일   | 대법원장 역임  |
| 제1 공화국 | 2대  | 홍진기(洪璡基) | 1955년 10월 5일~1958년 2월 20일   |                |
| 제1 공화국 | 3대  | 권성기(權聖基) | 1958년 2월 25일~1960년 5월 10일   |                |
| 제2 공화국 | 4대  | 황부길(黃富吉) | 1960년 5월 19일~1960년 10월 22일  |                |
| 제2 공화국 | 5대  | 최서일(崔瑞日) | 1960년 10월 22일~1961년 5월 21일  | 제6대 국회의원 |
| 제2 공화국 | 6대  | 이각순(李珏淳) | 1960년 5월 22일 ~ 1961년 10월 3일 | 해군사관학교장 |

### 수산청장
| 정부        | 대수           | 이름                            | 임기                              | 비고 |
| ----------- | -------------- | ------------------------------- | --------------------------------- | ---- |
| 제3 공화국  | 초대           | 오정근(吳定根)                  | 1966년 2월 28일~1968년 1월 9일    |      |
| 제3 공화국  | 2대            | 김재식(金在植)                  | 1968년 1월 10일~1969년 10월 24일  |      |
| 제3 공화국  | 3대            | 구자춘(具滋春)                  | 1969년 10월 25일~1971년 6월 11일  |      |
| 제3 공화국  | 4대            | 김동수(金東洙)                  | 1971년 6월 12일~1975년 3월 3일    |      |
| 제4 공화국  | 4대            | 김동수(金東洙)                  | 1971년 6월 12일~1975년 3월 3일    |      |
| 5대         | 강용순(姜勇淳) | 1975년 3월 4일~1976년 5월 17일  |                                   |      |
| 6대         | 신태영(申泰榮) | 1976년 5월 18일~1979년 9월 25일 |                                   |      |
| 7대         | 김종수(金鍾洙) | 1979년 9월 26일~1983년 7월 12일 |                                   |      |
| 7대         | 김종수(金鍾洙) | 1979년 9월 26일~1983년 7월 12일 | 제5 공화국                        |      |
| 8대         | 강영식(姜榮植) | 1983년 7월 13일~1988년 3월 4일  |                                   |      |
| 노태우 정부 | 9대            | 이동배(李東培)                  | 1988년 3월 5일~1990년 3월 19일    |      |
| 노태우 정부 | 10대           | 윤옥영(尹沃榮)                  | 1990년 3월 20일~1993년 3월 3일    |      |
| 김영삼 정부 | 11대           | 이희수(李羲秀)                  | 1993년 3월 4일~1994년 12월 25일   |      |
| 김영삼 정부 | 12대           | 박광훈(朴光勳)                  | 1994년 12월 26일~1995년 12월 23일 |      |
| 김영삼 정부 | 13대           | 전윤철(田允喆)                  | 1995년 12월 25일~1996년 8월 7일   |      |

### 항만청장
| 정부       | 대수 | 이름           | 임기                             | 비고 |
| ---------- | ---- | -------------- | -------------------------------- | ---- |
| 제4 공화국 | 초대 | 강창성(姜昌成) | 1976년 3월 13일~1977년 12월 15일 |      |

### 해운항만청장
| 정부        | 대수           | 이름                           | 임기                              | 비고 |
| ----------- | -------------- | ------------------------------ | --------------------------------- | ---- |
| 제4 공화국  | 초대           | 강창성(姜昌成)                 | 1977년 12월 16일~1980년 2월 22일  |      |
| 제4 공화국  | 2대            | 이범준(李範俊)                 | 1980년 2월 22일~1980년 12월 2일   |      |
| 제4 공화국  | 3대            | 문명린(文明麟)                 | 1980년 12월 2일~1983년 7월 13일   |      |
| 제5 공화국  | 3대            | 문명린(文明麟)                 | 1980년 12월 2일~1983년 7월 13일   |      |
| 4대         | 한준석(韓準石) | 1983년 7월 13일~1984년 2월 3일 |                                   |      |
| 5대         | 정연세(鄭然世) | 1984년 2월 3일~1987년 5월 19일 |                                   |      |
| 6대         | 조경식(曺京植) | 1987년 5월 19일~1988년 3월 3일 |                                   |      |
| 노태우 정부 | 7대            | 진념(陳稔)                     | 1988년 3월 4일~1990년 1월 31일    |      |
| 노태우 정부 | 8대            | 안공혁(安恭爀)                 | 1990년 1월 31일~1990년 12월 28일  |      |
| 노태우 정부 | 9대            | 안상영(安相英)                 | 1990년 12월 28일~1992년 4월 20일  |      |
| 노태우 정부 | 10대           | 강동석(姜東錫)                 | 1992년 4월 20일~1993년 3월 4일    |      |
| 김영삼 정부 | 11대           | 염태섭(廉台燮)                 | 1993년 3월 5일~1993년 10월 18일   |      |
| 김영삼 정부 | 12대           | 김철용(金徹容)                 | 1993년 10월 18일~1995년 12월 23일 |      |
| 김영삼 정부 | 13대           | 이부식(李富植)                 | 1995년 12월 23일~1996년 8월 7일   |      |

### 해양수산부 장관
| 정부        | 대수 | 이름           | 임기                             | 비고                                                  |
| ----------- | ---- | -------------- | -------------------------------- | ----------------------------------------------------- |
| 김영삼 정부 | 초대 | 신상우(辛相佑) | 1996년 8월 8일~1997년 8월 6일    |                                                       |
| 김영삼 정부 | 2대  | 조정제(趙正濟) | 1997년 8월 7일~1998년 3월 2일    |                                                       |
| 김대중 정부 | 3대  | 김선길(金善吉) | 1998년 3월 3일~1999년 3월 22일   |                                                       |
| 김대중 정부 | 4대  | 정상천(鄭相千) | 1999년 3월 23일~2000년 1월 13일  |                                                       |
| 김대중 정부 | 5대  | 이항규(李恒圭) | 2000년 1월 14일~2000년 8월 6일   |                                                       |
| 김대중 정부 | 6대  | 노무현(盧武鉉) | 2000년 8월 7일~2001년 3월 25일   | 제16대 대통령                                         |
| 김대중 정부 | 7대  | 정우택(鄭宇澤) | 2001년 3월 26일~2001년 9월 6일   | 국회의원 겸직                                         |
| 김대중 정부 | 8대  | 유삼남(柳三男) | 2001년 9월 7일~2002년 7월 11일   |                                                       |
| 김대중 정부 | 9대  | 김호식(金昊植) | 2002년 7월 12일~2003년 2월 26일  |                                                       |
| 노무현 정부 | 10대 | 허성관(許成寬) | 2003년 2월 27일~2003년 9월 18일  |                                                       |
| 노무현 정부 | 11대 | 최낙정(崔洛正) | 2003년 9월 18일~2003년 10월 2일  | 부적절한 발언으로 인해 국무총리의 해임건의권으로 경질 |
| 노무현 정부 | -    | 김영남(金英南) | 2003년 10월 2일~2003년 10월 13일 | 직무대행                                              |
| 노무현 정부 | 12대 | 장승우(張丞玗) | 2003년 10월 14일~2005년 1월 4일  |                                                       |
| 노무현 정부 | 13대 | 오거돈(吳巨敦) | 2005년 1월 5일~2006년 3월 26일   | 제37대 부산광역시장                                   |
| 노무현 정부 | 14대 | 김성진(金成珍) | 2006년 3월 27일~2007년 5월 10일  |                                                       |
| 노무현 정부 | 15대 | 강무현(姜武賢) | 2007년 5월 11일~2008년 2월 29일  |                                                       |

### 농림수산식품부 장관
| 정부        | 대수 | 이름           | 임기                           | 비고          |
| ----------- | ---- | -------------- | ------------------------------ | ------------- |
| 이명박 정부 | 초대 | 정운천(鄭雲天) | 2008년 2월 29일~2008년 8월 5일 |               |
| 이명박 정부 | 2대  | 장태평(張太平) | 2008년 8월 6일~2010년 8월 30일 |               |
| 이명박 정부 | 3대  | 유정복(劉正福) | 2010년 8월 31일~2011년 6월 1일 | 국회의원 겸직 |
| 이명박 정부 | 4대  | 서규용(徐圭龍) | 2011년 6월 2일~2013년 3월 11일 |               |

### 국토해양부 장관
| 정부        | 대수 | 이름           | 임기                           | 비고 |
| ----------- | ---- | -------------- | ------------------------------ | ---- |
| 이명박 정부 | 초대 | 정종환(鄭鍾煥) | 2008년 2월 29일~2011년 6월 1일 |      |
| 이명박 정부 | 2대  | 권도엽(權度燁) | 2011년 6월 2일~2013년 3월 11일 |      |

### 해양수산부 장관
| 정부        | 대수           | 이름                             | 임기                                                      | 비고          |
| ----------- | -------------- | -------------------------------- | --------------------------------------------------------- | ------------- |
| 박근혜 정부 |                |                                  |                                                           |               |
| 16대        | 윤진숙(尹珍淑) | 2013년 4월 17일~2014년 2월 12일  | 여수 앞바다 원유유출 사고와 관련한 부적절한 언행으로 경질 |               |
| -           | 손재학(孫在學) | 2014년 2월 12일~2014년 3월 5일   | 직무대행                                                  |               |
| 17대        | 이주영(李柱榮) | 2014년 3월 5일~2014년 12월 24일  | 국회의원 겸직                                             |               |
| -           | 김영석(金榮錫) | 2014년 12월 25일~2015년 3월 15일 | 직무대행                                                  |               |
| 18대        | 유기준(兪奇濬) | 2015년 3월 16일~2015년 11월 10일 | 국회의원 겸직                                             |               |
| 19대        | 김영석(金榮錫) | 2015년 11월 11일~2017년 6월 15일 |                                                           |               |
| 문재인 정부 | 20대           | 김영춘(金榮春)                   | 2017년 6월 16일~2019년 4월 2일                            | 국회의원 겸직 |
| 문재인 정부 | 21대           | 문성혁(文成赫)                   | 2019년 4월 3일~2022년 5월 10일                            |               |
| 윤석열 정부 | 22대           | 조승환(趙承煥)                   | 2022년 5월 10일~2023년 12월 28일                          |               |
| 윤석열 정부 | 23대           | 강도형(康徒衡)                   | 2023년 12월 29일~2025년 7월 24일                          |               |
| 이재명 정부 | 24대           | 전재수(田載秀)                   | 2025년 7월 24일~                                          | 국회의원 겸직 |

## 같이 보기
- 해양수산부
- 해양수산부 차관